# 美男
美男，是指相貌俊美的男性，俗稱俊男、帥哥、靚仔。
與美男相對，美麗的女性則稱之為美女。

## 中國古代
中國歷史上的潘岳（又名潘安）就是魏晉南北朝的第一美男子，據《世說新語》所載，潘岳每次外出，都會有不少女子手牽手地圍著他的車子，又向他的車子投擲水果。成語「擲果盈車」、「潘郎車滿」即來自於此典故。後來人們就以「潘安之貌」形容男子俊美。

## 韓國
美男（韓語：미남）、花美男（韓語：꽃미남），在韓語中指長得好看的男人。

## 日本
ikemen，是日語中「美男子」的俗語。《廣辭苑》第6版記作。詞語由（有魅力的）+「面」（又一說是英語的「men」）組成，一般形容身材好，容貌俊俏的男性。儘管定義基準各人不同，但與傳統的「美男」詞語相比，「ikemen」多少比較清純、可靠，給人以安心感。
據TBS2008年3月21日的節目，「ikemen」一詞首次被使用是1999年雜誌《egg》的編輯矢野智子的一句（很帥氣的男人）。後來詞語簡化成。
2000年前後成為年輕人的潮流用語，一開始只是年輕女性間類似暗號的用語，後來逐漸流行至各年齡階層。2007年富士電視台的偶像劇《花樣少年少女～美男♂樂園～》（花ざかりの君たちへ～イケメン♂パラダイス～，堀北真希主演）首次將「ikemen」一詞用於大眾流行媒體的作品標題中，劇中起用小栗旬、生田斗真、水嶋宏等多位年輕帥氣的男演員，取得了良好的收視和評價，掀起了一股「ikemen熱潮」。著名搞笑藝人狩野英孝創作的「Super Ikemen Time」表演橋段也廣受歡迎。
2009年，日本網絡上評出的網絡流行語大獎，將「※僅限帥哥」（※ただしイケメンに限る）評為年度網絡流行語。（用法：女性在網絡上經常說自己對男性的寬容看法，如：「追求夢想的男人，真帥啊」，「男人頭髮蓬亂也很可愛」……但通常會在句末加上附註「※但只限於帥哥」）
時至今日，「ikemen政治家」、「ikemen律師」等綽頭不斷冒出，「ikemen」的標準也可謂大幅降低。

## 男性選美比賽
- 世界先生
- 亞洲先生競選
- 香港先生競選